# Epicypta balkisae
Epicypta balkisae är en tvåvingeart som beskrevs av Loïc Matile 1979. Epicypta balkisae ingår i släktet Epicypta och familjen svampmyggor. Inga underarter finns listade i Catalogue of Life.